# روخيليو دياز براون
روخيليو دياز براون (بالإسبانية: Rogelio Díaz Brown)‏ هو سياسي مكسيكي، ولد في 26 يناير 1980 في المكسيك. حزبياً، نشط في الحزب الثوري المؤسساتي. وقد انتخب عضو مجلس النواب المكسيك.